# Інгрід Ільва
Інгрід Ільва (швед. Ingrid Ylva; прибл. 1180 — 1250—1255) — шведська шляхтичка, онука короля Сверкера I. Вона була дружиною Магнуса Міннешельда з Б'єльбу та матір'ю регента Біргера Ярла. Точні роки її народження та смерті невідомі; традиційно вважається, що дата її смерті — 26 жовтня 1252 року; однак також вважається, що це була дата її поховання, і що вона насправді померла 1251 року.

## Життєпис
За словами Олауса Петрі, вона була дочкою Суне Сіка, отже онукою короля Сверкера I. Це твердження не суперечить і не підтверджується наявними джерелами. Ця інформація відсутня в розшифровці Йоганнеса Бюреуса того самого джерела, яке використовував Олаус Петрі. Однак Нільс Анлунд і Маркус Ліндберг, серед інших, довіряли цьому твердженню. Мати її зовсім невідома.
Оке Ольмаркс припустив на вільних підставах, що ім’я Ільва вказує на походження від давнього естерйотландського шляхетного роду Ільвінгарна. Це ім'я є жіночою формою Ulv (Ulf) і означає вовчиця, а в джерелах Інгрід також дається латинське прізвисько Lupa. Зустрічається також форма Ingrid Ulva.
Інгрід Ільва вперше вийшла заміж за Магнуса Міннешельда за Б'єльбу. Від нього вона мала сина ярла Біргера, єпископів Лінчепінга Карла (загинув у 1220 році після походу в Естонію) і Бенгта (помер у 1237 році), які змінювали один одного як єпископи. Син Магнуса Ескіль, старший зведений брат Біргера, Карла та Бенгта, одружений на Крістіні, онуці короля Еріка IX Святого, став закономовцем у Вестерйотланді та помер близько 1227 року, коли Біргеру було 17 років. Оскільки Елоф з'являється в листах як брат графа Біргера, але його нащадки мали герб із крилатою стрілою замість лева Фолькунгів, було припущено, що вона мала його в другому шлюбі з невідомим чоловіком.

### Побудова вежі церкви Б'єльбу

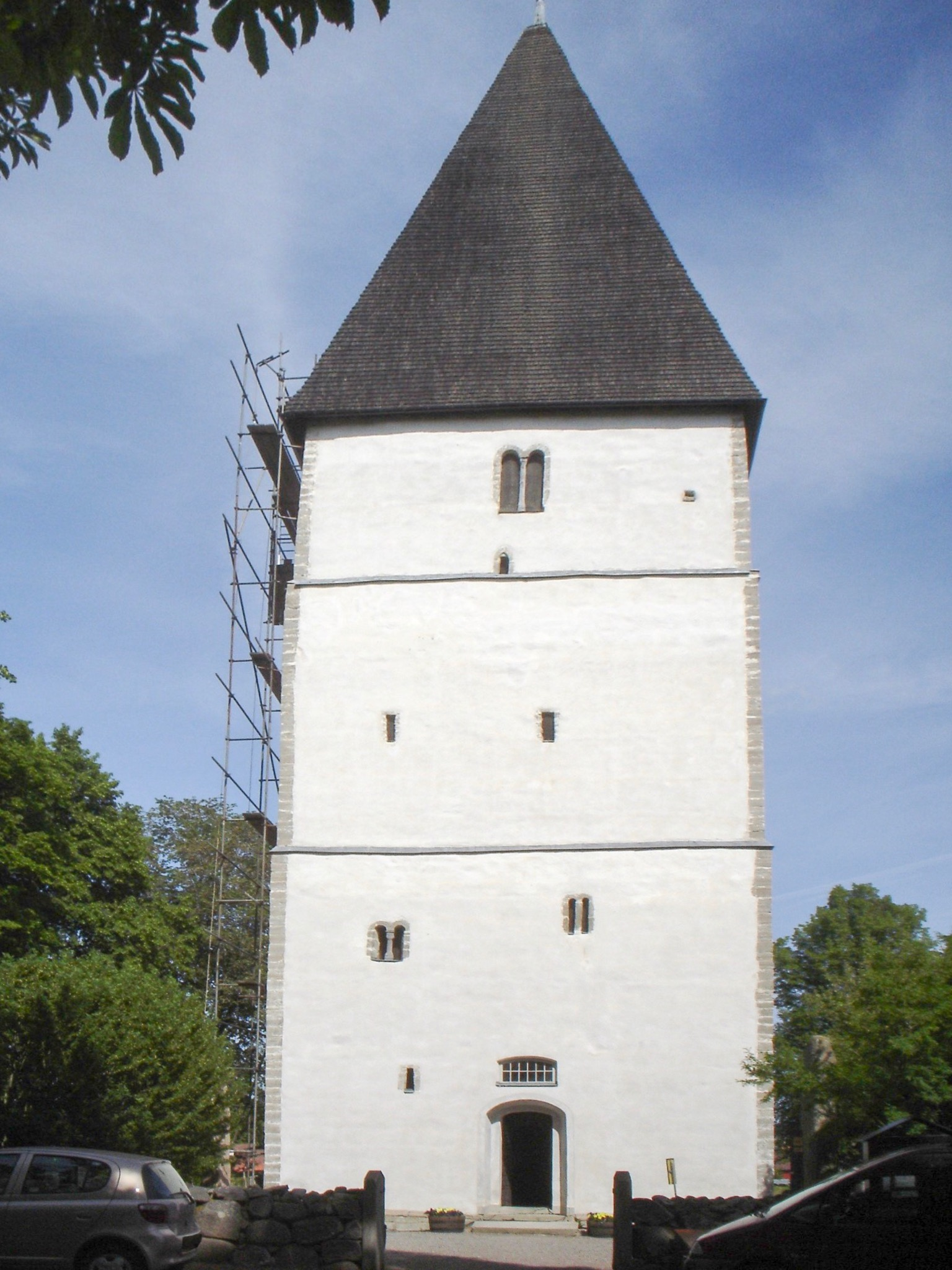
Церковна вежа в Б'єльбу, побудована Інгрід Ільвою

Багато хто свідчить про те, що саме Інгрід Ільва побудувала вежу церкви Б'єльбу, яка була завершена незабаром після 1220 року. Дендрохронологічні дослідження оригінальної деревини у вежі виключають Біргера Бросу (помер 1202 р.) і чоловіка Інгрід Ільви Магнуса Міннешельда, який, можливо, встиг спланувати будівництво вежі до своєї смерті приблизно 1210 р. Будучи вдовою, вона була головою сім'ї в той час, оскільки її сини були неповнолітніми. Одна з кімнат вежі називається кімнатою Інгрід Ільви, зазвичай вона часто жила в цій вежі в небезпечні часи. На великому дзвоні 1240 р., який кілька разів перероблявся (перші дзвони були знищені під час пожежі), Інгрід Ільва вказана як замовник.

### Син ярл-регент Біргер і онук король Вальдемар
У 1234 році її син Біргер став шурином короля Еріка Ерікссона, одружившись із його сестрою Інгеборг Еріксдоттер, а 1250 року онук Ільви Вальдемар став королем, а її син Біргер став регентом. Залишається незрозумілим, чи була Інгрід Ільва ще жива в цей момент, хоча вважається, що була. Проте, схоже, вона не грала жодної ролі в королівському дворі і, ймовірно, воліла залишитися у своїх маєтках. Згідно із монастирським часописом, вона померла 1251 року і була похована 1252 року.

### Легенди про Інггрід Ільву
Інгрід Ільва була відома своїми нібито магічними здібностями; її вважали так званим «білим» магом, який використовував чаклунство на благо, і про ці подвиги існує багато оповідань. Одна легенда розповідає, що одного разу, коли Б'єльбу зазнав раптового нападу з боку ворогів сім'ї, Інгрід Ільва кинулася на вершину церковної вежі, і звідти вона розпорола подушку, повну пір'я, яке поширилося по землі і перетворилося на лицарів у обладунках. Ці магічні історії були далекі від наклепу: у XIII столітті суди над відьмами не відбувалися, магія не була незаконною, а здатність володіти магією вважалася великою та гідною подиву майстерністю; було чітке розмежування білої та чорної магії; і навіть чорна магія ще не була пов’язана з дияволом і не каралася смертю, як це сталося пізніше. Її ім'я було широко відоме задовго до того, як її син став регентом, і її нібито магічні здібності викликали велике захоплення.
Її також вважали екстрасенсом через здатність передбачати майбутнє. Згідно з пізньою легендою, на смертному одрі вона передбачила, що її сім'я матиме владу над троном, доки вона буде високо тримати голову. Через це і її син Біргер поховав її вертикально в кам'яній колоні в церкві Б'єльбу. Однак місце її могили чи останки так і не були знайдені.